# Xanthanomis
Xanthanomis là một chi bướm đêm thuộc họ Erebidae.

## Loài
- Xanthanomis fuscifrons Walker, [1863]